# Filip Bergman
Kenth Filip Bergman , född 13 mars 1979, är en svensk före detta fotbollsspelare (försvarare).
Bergmans moderklubb är Västerhaninge IF. Han gick 1996 till Hammarby IF. Sommaren 1999 lånades han ut till Aarhus GF, och 2000 gick han till Enköpings SK. Efter bara en säsong i Enköping gick han vidare till FC Café Opera i Superettan. Där blev han kvar till 2005 (sista året efter sammanslagning och namnbyte till FC Väsby United) innan han 2006 värvades av seriekonkurrenten Assyriska FF. 2010 gick han tillbaka till Hammarby IF, där han avslutade karriären efter en säsong i Superettan.